# Мандело Вита
Мандело Вита (итал. Mandello Vitta) је насеље у Италији у округу Новара, региону Пијемонт.
Према процени из 2011. у насељу је живело 220 становника. Насеље се налази на надморској висини од 178 м.

## Становништво
Према резултатима пописа становништва 2011. у општини је живело 244 становника.
| 1936. | 1951. | 1961. | 1971. | 1981. | 1991. | 2001. | 2011. |
| ----- | ----- | ----- | ----- | ----- | ----- | ----- | ----- |
| 434   | 410   | 386   | 330   | 285   | 269   | 262   | 244   |